# Virgil Abloh

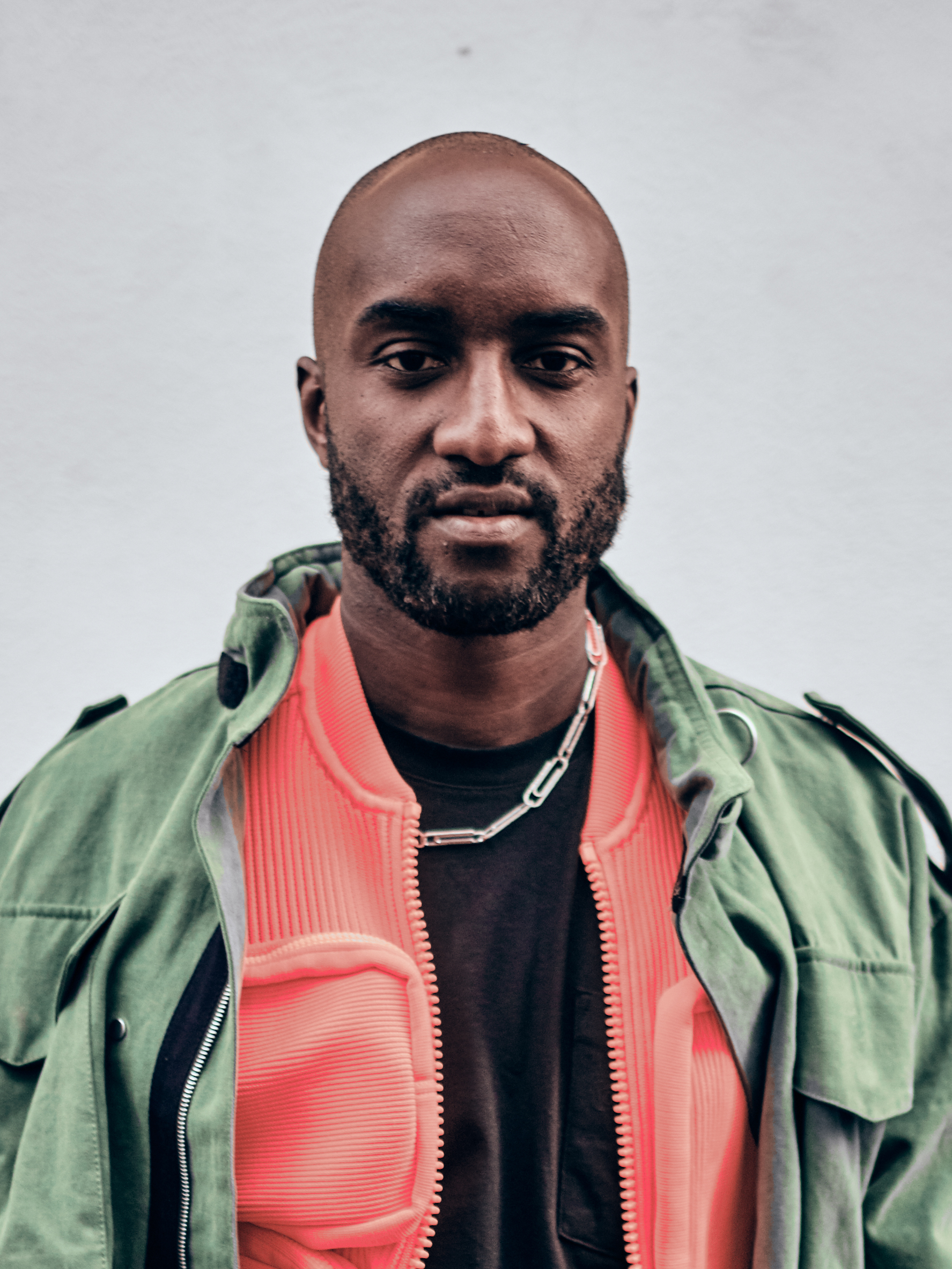
Virgil Abloh (2019)

Virgil Abloh (geboren am 30. September 1980 in Rockford, Illinois; gestorben am 28. November 2021 in Chicago, Illinois) war ein US-amerikanischer Mode- und Möbeldesigner. Er wurde als Designer bei Louis Vuitton bekannt und war Gründer der Marke Off-White. Er galt als „Superstar der Modebranche“.

## Leben

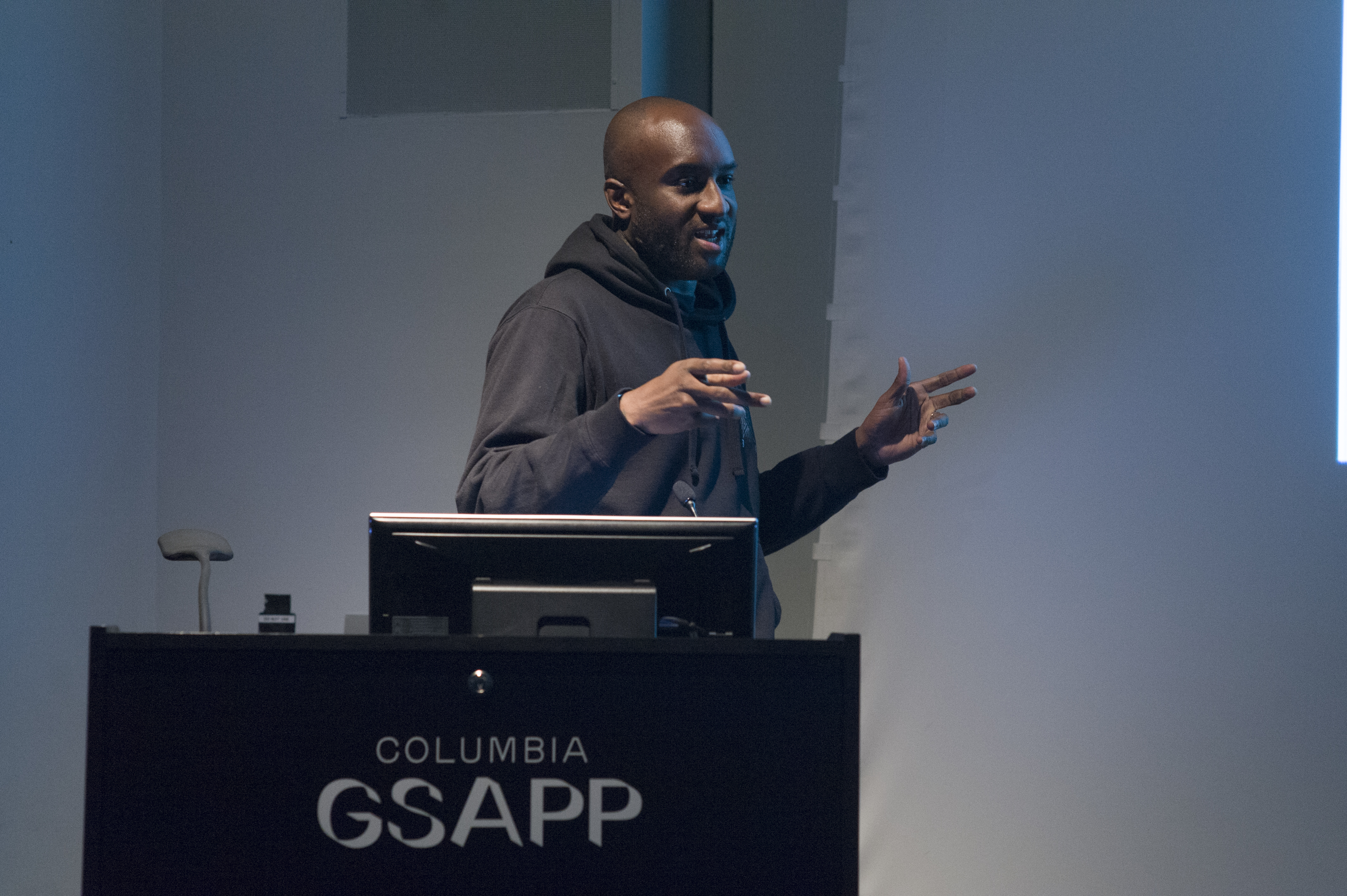
Virgil Abloh in New York City (2017)

Ablohs Eltern wanderten aus Ghana in die Vereinigten Staaten ein. Er wuchs gemeinsam mit seiner Schwester in einem Vorort von Chicago auf. Von seiner Mutter, einer Näherin, lernte er sein späteres Handwerk kennen. Er schloss im Jahr 1998 den Besuch der Boylan Catholic High School ab. Im Jahr 2002 erwarb er an der University of Wisconsin–Madison einen Bachelor-Abschluss in Bauingenieurwesen und im Jahr 2006 am Illinois Institute of Technology einen Master-Abschluss in Architektur. Gemeinsam mit Kanye West absolvierte er im Jahr 2009 ein Praktikum beim Modeunternehmen Fendi in Rom. Michael Burke, CEO von Louis Vuitton, sagte über die beiden: „Ich war wirklich beeindruckt, wie sie eine ganz neue Atmosphäre ins Studio brachten und auf die beste Weise disruptiv waren. Virgil könnte eine Metapher und ein neues Vokabular schaffen, um etwas so Old-School wie Fendi zu beschreiben.“ Im Jahr 2010 übernahm Abloh die Rolle des Kreativdirektors bei Donda, der Kreativagentur von West.
Abloh starb 2021 im Alter von 41 Jahren an den Folgen einer 2019 diagnostizierten Krebserkrankung (kardiales Angiosarkom), die er zuvor nicht öffentlich gemacht hatte.

## Wirken

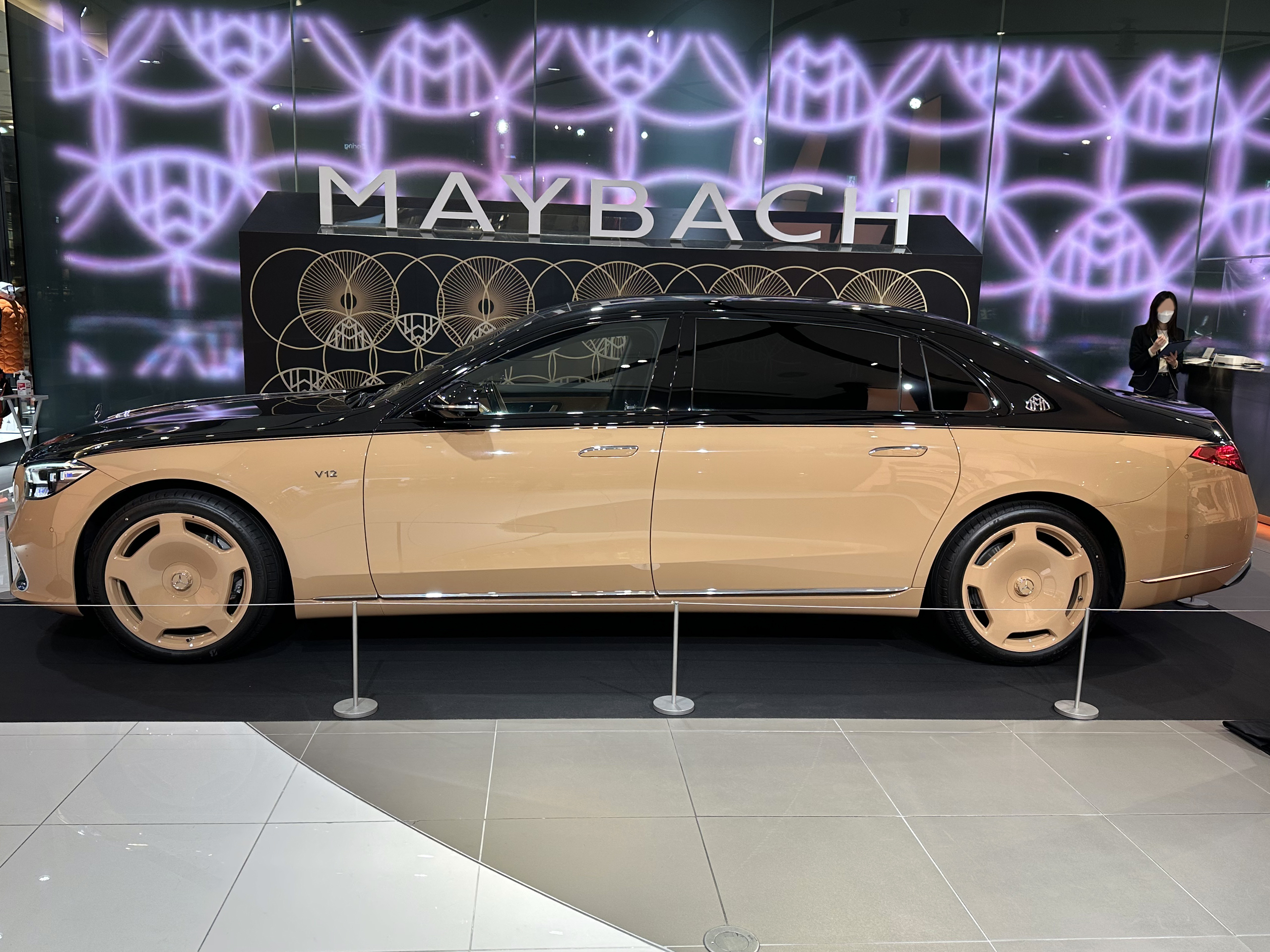
Von Abloh mitgestaltete Edition der Mercedes-Maybach S-Klasse

Abloh entwarf ab dem Jahr 2018 die Männermode bei Louis Vuitton und war damit der erste Afroamerikaner, der bei einem französischen Luxusmodehaus die künstlerische Leitung übernahm. Er sagte einmal: „Einer jüngeren Generation zeigen zu können, dass für diese Position nicht ein ganz bestimmtes Aussehen Voraussetzung ist, ist ein fantastischer, moderner Geist, um loszulegen.“ Im Jahr 2018 zählte das Time Magazine ihn zu den 100 einflussreichsten Menschen der Welt. Im Jahr 2019 brachte er gemeinsam mit Ikea eine sehr erfolgreiche Kollektion namens Markerad heraus. In Mailand gründete er die Marke Off-White und war dort als Geschäftsführer tätig.
Im Jahr 2022 wurden auf einer Sotheby-Auktion 200 Paar des von Abloh gestalteten „Air Force 1“-Sneakers für insgesamt 25 Millionen Dollar versteigert.

## Veröffentlichungen
- Insert Complicated Title Here Sternberg Press, 2018, 96 Seiten, ISBN 978-3-95679-381-3[8]
- Virgil Abloh: Figures of Speech Prestel, 2019, 496 Seiten, ISBN 978-3-7913-5857-4
- Virgil Abloh. Nike. ICONS Taschen, 2021, 352 Seiten, ISBN 978-3-8365-8509-5[9]
- Abloh-isms Princeton University Press, 2021, 160 Seiten, ISBN 978-0-691-21379-8[10]

## Belege
1. 1 2 3 4 5 6 7 8  Condé Nast: A Brief History of Virgil Abloh’s Meteoric Rise. In: vogue.com. 28. März 2018, abgerufen am 28. November 2021 (englisch).
2. 1 2 3 4 5 6 7 8 9 10  frez.: Designer Virgil Abloh ist tot. In: FAZ.net. 28. November 2021, abgerufen am 28. November 2021.
3. ↑  Influential Louis Vuitton designer Virgil Abloh dies aged 41. In: independent.co.uk. 28. November 2021, abgerufen am 28. November 2021 (englisch).
4. ↑  Jacob Gallagher: Virgil Abloh Left an Outsize Impact on Global Fashion and Culture. In: wsj.com. 29. November 2021, abgerufen am 1. August 2023 (englisch).
5. ↑  Andrew Connor: Remembering Alumnus Virgil Abloh, a Pioneering Designer Inspired by Architecture. In: iit.edu. 16. Dezember 2021, abgerufen am 1. August 2023 (englisch).
6. ↑  Vanessa Friedman: Virgil Abloh, Barrier-Breaking Designer, Is Dead at 41. In: The New York Times. 28. November 2021, ISSN 0362-4331 (nytimes.com [abgerufen am 29. November 2021]).
7. ↑  Für 25 Millionen Dollar: 200 Paar »Air Force 1«-Sneakers des verstorbenen Designers Abloh versteigert. In: Der Spiegel. 9. Februar 2022, ISSN 2195-1349 (spiegel.de [abgerufen am 9. Februar 2022]).
8. ↑  Insert Complicated Title Here. Abgerufen am 26. Juni 2023 (englisch).
9. ↑  Virgil Abloh. Nike. ICONS. Abgerufen am 26. Juni 2023.
10. ↑  Abloh-isms. Abgerufen am 26. Juni 2023 (englisch).

| Personendaten    | Personendaten                             |
| ---------------- | ----------------------------------------- |
| NAME             | Abloh, Virgil                             |
| KURZBESCHREIBUNG | US-amerikanischer Mode- und Möbeldesigner |
| GEBURTSDATUM     | 30. September 1980                        |
| GEBURTSORT       | Rockford, Illinois                        |
| STERBEDATUM      | 28. November 2021                         |
| STERBEORT        | Chicago, Illinois                         |